# Crinum wimbushi
Crinum wimbushi är en amaryllisväxtart som beskrevs av Arthington Worsley. Crinum wimbushi ingår i släktet Crinum, och familjen amaryllisväxter. Inga underarter finns listade i Catalogue of Life.